# TOKYO'S FINEST
『TOKYO'S FINEST』（トウキョウズ・ファインスト）は、ZEEBRAの3枚目のアルバム。
『BASED ON A TRUE STORY』から約3年3ヶ月ぶりのオリジナルアルバム。タイトルにあるTOKYO(東京)を描いた作品。前年ZEEBRAと今井了介で結成されたプロデュースユニット・FIRSTKLASの活動の流れも引き継いだアルバムでもあり、プロデュースで参加している他、SUITE CHICを通じて共演した安室奈美恵など、ラッパーからシンガーまでたくさんのアーティストが楽曲参加している。
発売2日で出荷枚数10万枚を突破したヒット作となった。

## 内容
これまでのハードコアな作品と違いポップなものやR&Bテイストを取り入れた楽曲が多く、これに対しZeebraはヒップホップはストリートだけじゃないということを表現したかったとインタビューで述べている。
Zeebraが元々ブレイクダンスからヒップホップに入っていったという経歴から、ヒップホップのダンス・ミュージックとしてのあり方を今回のアルバムでは意識したという。R&Bの曲にフィーチャリングで参加した際の周りの感想を受け、自身のアルバムでもやってみたという。ダンス・ミュージックとしての側面がなくなってしまうとアカデミックなだけになり、悪いイメージになってしまうとZeebraはこの時危惧しており、2002年に再結成したキングギドラの活動でハードな方向に片寄った事も背景にあり、本作では意識的に反対方向に進んでみたという。リスナーの聴きやすさも考慮し、男向けの曲、女向けの曲、両方向けの曲などのバランスも考えたという。
フロア意識も含め、曲の流れや繋ぎの部分、曲間などを重視したといい、本作のエグゼクティヴ・プロデューサーでありFIRSTKLASの一員でもあるDJ KEN-BOと話し合いながらミックスCDなどの感覚に近い形で制作された。また、10曲目の「BIG BIG MONEY」のようなR&Bなトラックではない曲にシンガーのHIROを客演で起用したり、R&Bトラックな5曲目の「Teenage Love」にあえてシンガーを迎えないといった工夫が施された。

## ツアー
本作を引っ提げたツアー、『ZEEBRA LIVE TOUR THE LIVE ANIMAL 03 ～TOKYO'S FINEST～』を全国各地で開催した。

## 収録曲
1. Intro
  - Produced by FIRSTKLAS

イントロ内での語りは松雪泰子によるもの[5]。
2. Touch the sky
  - Produced by FIRSTKLAS

「Totch the sky」のPVがMTV Video Music Awards Japan 2004にて最優秀ヒップホップビデオ賞を受賞[6]。
3. ウィークエンド feat.MIHO BROWN,Tyler
  - Produced by FIRSTKLAS
4. SUPATECH(what's my name?)
  - Produced by D-Originu for T.O.P
5. Teenage Love
  - Produced by SUBZERO for 確変プロダクション
6. The System
  - Produced by GP a.k.a. GREEN PEEACE for 餓鬼レンジャー
7. 東京's Finest feat.BIG-O
  - Produced by INOVADER for UBG

SHAKKAZOMBIEのメンバーであるBIG-Oが参加。Zeebraのラジオ番組にSHAKKAZOMBIEがゲストで来た時に「一緒にやって下さい」というリクエストのFAXがきっかけで共演が実現した[2]。
8. Perfect Queen
  - Produced by FIRSTKLAS
9. 男たちの蛮歌 feat.OJ&ST,KM-MARKIT,UZI
  - Produced by 山田マン  for ラッパ我リヤ
10. BIG BIG MONEY feat. HIRO
  - Produced by FIRSTKLAS
11. burnitup feat.FIRE BALL
  - Produced by TC Movements
12. AFTER PARTY feat.安室奈美恵
  - Produced by FIRSTKLAS

Zeebraが客演としても参加したSUITE CHICの「GOOD　LIFE」の続編みたいな感じと本人がコメントしている。初めて聴こえるか聴こえないか位の小さな声でラップをしたという[2]。
13. GOLDEN MIC(REMIX) feat.KASHI DA HANDSOME,AI,童子-T,般若
  - Produced by MASTERKEY

DJ MASTERKEYの「GOLDEN MIC feat. ZEEBRA」のリミックス・ヴァージョンである[7]。